# パーカー・ブラザーズ
パーカー・ブラザーズ（Parker Brothers ）は、アメリカの会社。玩具・ゲーム類に関して世界有数のメーカーであり、モノポリーの初代発売元としても知られる。

## 歴史
パーカー・ブラザーズは、ジョージ・パーカーによってセイラムに「ジョージ・S・パーカー・カンパニー」として設立。ジョージ・パーカーは16歳だった1883年に初めてのゲームを発売。1888年に弟のチャールズが会社に加わった際に社名を変更。1898年にはもう一人の弟であるエドワードも参加。最初の数年間、ジョージは様々なゲームとそのルールを考案、アラスカのゴールドラッシュを元にしたKlondikeや米西戦争をモデルとしたWar in Cubaの様に、歴史的な出来事をモデルにした作品を多く発表している。
ジョージ・パーカーが1952年に没した後、1968年にパーカー・ブラザーズは食品会社のゼネラル・ミルズにより買収。1985年に、やはりゼネラル・ミルズの子会社になっていたケナー社とパーカー・ブラザーズが合併したが、この会社は1987年にトンカ社に買収。トンカ社はハズブロ社に買収された。

## 主な商品
- モノポリー
- リスク